# Nicolaus Zaff der Jüngere
Nicolaus Zaff (* 1665 in Soglio GR; † um 1727 in Chur) war ein Schweizer reformierter Geistlicher.

## Leben
Nicolaus Zaffs Vater war der Theologe Saturnin Zaff, ein anderer Nicolaus Zaff gehörte auch zur Familie. Am 27. Dezember 1665 wurde Zaff der Jüngere getauft. 1682 besuchte er die Schola Tigurina in Zürich, seit dem 20. Mai 1684 die Akademie in Genf. Nach dem 17. September besuchte er die Universität Basel zum Studium der Philosophie, seit dem 8. Dezember auch der Theologie. Seine Disputation bestand er am 16. Oktober 1685. Am 7. Juni des Folgejahres nahm ihn in Grüsch die evangelisch-rätische Synode auf. Dies ist insofern beachtenswert, als er noch nicht das eigentlich notwendige Alter erreicht hatte.
Da er mit der Aufnahme Pfarrer im Freistaat der Drei Bünde werden durfte, übernahm er noch im gleichen Jahr die Pfarrstelle in Zizers. Von den folgenden Jahren bis 1699 fehlen Hinweise auf Zaffs weiteren Lebenslauf. 1699 nennt er sich selber in einem Brief Professor am Churer Collegium philosophicum. Erst im folgenden Jahr kann nachgewiesen werden, dass Zaff in Chur lebte. In diesem Jahr nämlich strebte er an, die Pfarrstelle in Malix zu bekommen, doch man verweigerte sie ihm. Sein Schwager Johannes Ulrich Bavier hatte die Stelle inne.
Zaff wurde 1704 Pfarrer einer französisch-reformierten Kirchengemeinde in Chur. Im Juni 1705 sollte er die Stelle abgeben, doch die Gemeinde widersprach dem vor der Synode. Diese bestimmte, dass Zaff noch länger dort bleiben durfte, vermutlich blieb er bis zu seinem Tode. Auch die Stelle als Professor der Philosophie behielt er, denn 1715 und 1724 bezeichnet er sich als Professor und Kirchendiener.
Später taucht er noch auf einem Treffen der Synode in Thusis im Juni 1726 auf. Darauf erwähnte man ihn aber als „verstorbene[n] Synodale[n]“, er scheint also um 1727 in Chur verstorben zu sein. Das genaue Datum ist nicht ermittelbar, da die Kirchenbücher in diesen Jahren unvollständig sind.

## Werke
- Dissertatio theologica de portis inferni ecclesia non pravalituris, juxta Christi promissionem Matth. XVI, v.18 (Basel 1685)
- Der weise Salomon in der-theuer-geweßten Person Ihro Königlichen Majestät von Gross-Britannien Georgii I. geoffenbahre/bey Anlass dero Hintritts (Chur 1727)